# معهد الصحافة العالمي
معهد الصحافة العالمي، المعروف سابقًا باسم معهد الصحافة للنساء في الدول النامية، هو منظمة غير ربحية دولية ومبادرة في صحافة المواطن. وقد تأسس معهد الصحافة العالمي وفقًا للاعتقاد بأن الصحافة أداة تمكين يمكن أن توصل الصوت وتمنح القوة وتلقي الضوء على القضايا المخبأة والأشخاص المقهورين. ومن هذا المنطلق، يقوم معهد الصحافة العالمي بتدريب النساء في الدول النامية للعمل كصحفيات وكتاب في مجتمعاتهن المحلية. وتختص صحفيات معهد الصحافة العالمي بنشر الأخبار غير المروية وتمكين أنفسهن والأخريات عن طريق التعليم والصحافة. وهناك ست قضايا جوهرية تحمل التأثير الأكبر على النساء في مجتمعاتهن المحلية وتركز عليها صحفيات معهد الصحافة العالمي: فيروس نقص المناعة البشرية/الإيدز والعنف الأسري والفقر والحقوق الإنجابية والقمع السياسي وتنمية المجتمع المحلي.

## معلومات تاريخية
تأسس معهد الصحافة العالمي على يد كريستي هاغرينز في مارس 2006، وتحتفل حاليًا بالذكرى الخامسة والخمسين لها. وترجع فكرة إنشائه إلى هاغرينز عندما كانت تعمل مراسلة أجنبية في نيبال.
في هذا الإطار، قالت هاغرينز «على الرغم من أنني أتحدث النيبالية، ولدي شبكة واسعة من المصادر المحلية اكتسبتها من سنوات من العمل والسفر في المنطقة، أدركت أنه مهما كانت درجة معرفتي بالثقافة النيبالية، فإنني سأبقى دائمًا دخيلة على المجتمع، والأجنبية التي ستواجه دائمًا فجوة لا يمكن تجاوزها في السياق الاجتماعي والتاريخي والسياسي للتقرير». «يبدو من الواضح أن أكثر الأشخاص المؤهلين لتغطية الأخبار هم السكان المحليون، وليس امرأة من الغرب».
خلال تلك الرحلة، التقت هاغرينز ببراتيما، وهي امرأة تعيش في قرية صغيرة نائية في شرق نيبال. وعلى الرغم من أن براتيما قد تسربت من المدرسة بعد الصف الرابع، فقد كانت تجيد القراءة والكتابة وتحظى باحترام كبير في قريتها. ونظرًا لأن المجتمع يتسم بالحكم الأمومي ودور القائم بالوساطة، فقد كان لها إمكانية الوصول إلى مصادر استثنائية وأخبار رائعة عن الصراعات في المنطقة في ظل الحرب الأهلية والمرض والفقر المدقع.
وسرعان ما أدركت هارغينز أن «نساء مثل براتيما يتسمن بالدهاء، ويشعرن بالإلهام والعاطفة تجاه مجتمعاتهن، وينبغي أن يكن في طليعة التقارير الإخبارية». «وإذا أعطيت امرأة مثل براتيما الفرصة للحصول على تدريب في مجال مبادئ وممارسات الصحافة الأخلاقية، فإن الأخبار التي يمكن أن تقدمها لا تغير فقط حياتها وحياة أسرتها، ولكن من شأنها أيضاً تغيير العالم.»
ومع وضعها تحقيق هذا الأمر نصب عينيها، بدأت هاغرينز العمل على إنشاء معهد الصحافة العالمي - في الأصل معهد الصحافة للنساء في الدول النامية - عندما عادت إلى الولايات المتحدة.
وبعد أقل من عامين بدأ البرنامج التدريبي الأول في تشياباس، بالمكسيك في خريف 2006. وبعد الانتهاء من برنامج التدريب القائم على الأخلاق الأصيلة، قدم الصف الأول من صحفيي معهد الصحافة العالمي أخبارًا مهمة حول مرض الإيدز، والإجهاض المستتر، والفقر وتنمية المجتمع. ودرب المعهد ما يزيد عن 115 صحفيًا في 24 دولة، ولا يزال يواصل نموه حيث تساهم الصحفيات في وكالة أنباء المعهد يوميًا.

## المواقع
يضم معهد الصحافة العالمي صحفيين من بنغلاديش والبرازيل والكاميرون وتشيلي وكوت ديفوار وغانا والهند وكشمير وكينيا وكوسوفو وليبيريا والمكسيك ونيبال ونيجيريا ورومانيا ورواندا وسريلانكا وأوغندا والضفة الغربية وزامبيا وزيمبابوي.

## أسباب شغل النساء لوظائف مراسلات صحفية لدى معهد الصحافة العالمي
على الرغم من الشغف المشترك لتسليط الضوء على الأخبار الخفيفة غير المروية، فإن صحفيات معهد الصحافة العالمي في جميع أنحاء العالم لديهن أسبابهن الخاصة للانضمام إلى هذا المعهد. ويمكن الاطلاع على شهادات صحفيات معهد الصحافة العالمي فضلاً عن مزيد من التفاصيل حول خلفياتهن على الموقع GPI website.

## الشركاء
يعقد معهد الصحافة العالمي شراكة مع عدد من المنظمات لزيادة عدد القراء. ويشتمل شركاء نشر المحتوى على: أليرتنت (AlertNet) وأول أفريكا دوت كوم (AllAfrica.com) وبيتش ميديا (Bitch Media) وفيوتشر ديلي دوت كوم (Future-daily.com) وجي بي إم نيوز (GBM News) والاتحاد الدولي لتنظيم الأسرة (International Planned Parenthood Federation) وميديا جلوبال (MediaGlobal) وميلر ماكون (Miller-McCune) ونيوز بنك (NewsBank) ونيوزتكس (Newstex) وتقرير رقابة جيم لوس (Jim Luce) وتوبكس (Topix) وترست دوت أورج (Trust.org) وترست لو (TrustLaw) ويو بي أي (UPI) وذا فيوز بيبر (The Viewspaper) وريبابليكا (Republica) ووومنز إي نيوز (Women's ENews) وشبكة أخبار المرأة.
أما شركاء البرنامج فهم ريد جلوبال (READ Global) ورابطة النساء بوسائل الإعلام في كينيا ووان إيكونومي كوربوريشن (1 Economy Corporation) وفري ذا سليفز (Free the Slaves) وجلوبال جيرل ميديا (Global Girl Media) وورلد بالس (World Pulse) وون ميليون بونز (One Million Bones).
كما أن ميديا ديسيجن ساينس (Media Decision Science) وبيكستل (Pixetell) وجريتر جود جيفينج (Greater Good Giving) هم شركاء الأعمال للمعهد العالمي للصحافة، والذين يقدمون بسخاء الخدمات العينية لدعم عمل المعهد في جميع أنحاء العالم.
ويأتي تمويل معهد الصحافة العالمي من مجموعة متنوعة من المصادر، بما في ذلك شركاء المؤسسة المتمثلين في مؤسسة فورد ومؤسسة جون إس. وجيمس إل. نايت (John S. and James L. Knight Foundation) ومؤسسة ماكورميك (McCormick Foundation) ومعهد المجتمع المفتوح (Open Society Institute) ومؤسسة أوبن ميدوز (Open Meadows Foundation) ومؤسسة بوسطن (The Boston Foundation) ومؤسسة الأخلاق والتميز في الصحافة وجوجل جرانتس (Google Grants) ومؤسسة تشانل (Channel Foundation) وصندوق منغروف (Mangrove Fund) وصوت هايتي (Voice of Haiti) ومؤسسة جيمس جاي لوس (The James Jay Luce Foundation).

## مجلس الإدارة
يضم مجلس إدارة معهد الصحافة العالمي سبعة قادة وخبراء ورواد في مجالات الصحافة ووسائل الإعلام الجديدة، والمشاريع الاجتماعية، والتنمية والعدالة بين الجنسين.
- كريستي هاغرنيز رئيس مشارك
- غابرييل رابورت رئيس مشارك
- جوناثان هاغرنيز نائب الرئيس
- ريان بلتسشين، أمين صندوق
- سيبل ماسكولير سكرتير
- كارين لويز بوث، قائد لجنة التنمية
- أليسيا ديليا، قائد لجنة التنمية

## وصلات خارجية
- Global Press Institute homepage